# Tai Geng
Tai Geng (cinese: 太庚; nome alla nascita: Zi Bian, Chinese: 子辨; fl. XVI secolo) è tradizionalmente considerato un re cinese della dinastia Shang.
In Memorie di uno storico Sima Qian lo registra come il sesto re Shang, succeduto al fratello maggiore Xiao Xin (in cinese: 小辛). Fu incoronato quando la capitale si trovava a Bo (Chinese: 亳). Governò per 25 anni (anche se gli Annali di Bambù riportano 5 anni di regno), in seguito ai quali ricevette il nome postumo di Tai Geng e gli succedette il figlio Xiao Jia (Cinese: 小甲).
Le Iscrizioni oracolari su ossi oracolari sepolti a Yinxu lo registrano sia come quinto re Shang succeduto allo zio Bu Bing (Cinese: 卜丙), visto il nome postumo Da Geng (Cinese: 大庚) e succeduto dal fratello Xiao Jia.